# Кеш (Јута)
Кеш (енгл. Cache) насељено је место без административног статуса у америчкој савезној држави Јута.

## Демографија
По попису из 2010. године број становника је 38, што је 1 (2,7%) становника више него 2000. године.
| Група             | 2000.       | 2010.      |
| Белци             | 37 (100,0%) | 33 (86,8%) |
| Афроамериканци    | 0 (0,0%)    | 0 (0,0%)   |
| Азијати           | 0 (0,0%)    | 0 (0,0%)   |
| Хиспаноамериканци | 0 (0,0%)    | 5 (13,2%)  |
| Укупно            | 37          | 38         |